# Prionopterina trifascialis
Prionopterina trifascialis är en fjärilsart som beskrevs av Turner. Prionopterina trifascialis ingår i släktet Prionopterina och familjen nattflyn. Inga underarter finns listade i Catalogue of Life.